# Неожиданная любовь
«Неожиданная любовь» (англ. An Unexpected Love) — американская мелодрама 2003 года режиссёра Ли Роуз. Не рекомендуется детям до 18 лет.

## Сюжет
Кейт Майер — состоявшаяся домохозяйка. Она живёт вместе с мужем в собственном доме, воспитывает двоих детей. Однако жизнь её пуста. Брак давно её не удовлетворяет, и она решается на развод. Самостоятельная жизнь вынуждает её поступить на работу, и она устраивается в маленькое агентство недвижимости. Её боссом становится успешная Мак. Общение по работе перерастает в дружбу между женщинами, а затем в любовь, — и это становится испытанием и в то же время началом новой жизни для Кейт.

## В ролях
| В ролях          |  | Персонаж            |
| ---------------- |  | ------------------- |
| Лесли Хоуп       |  | Кейт Майер          |
| Венди Крюсон     |  | МакНэлли «Мак» Хейс |
| Д.В. Моффет      |  | Джек Майер          |
| Элисон Пилл      |  | Саманта Майер       |
| Марго Мартиндейл |  | Мэгги               |
| Брент Спайнер    |  | Брэд                |
| Элизабет Франц   |  | Дороти              |
| Ирма П. Холл     |  | Мэри                |
| Кристин Эберсоул |  | Сэнди               |

### Рецензии
- «The Movie Scene», обзор фильма Архивная копия от 16 августа 2017 на Wayback Machine
- Архивная копия от 21 марта 2017 на Wayback Machine